# Løvhyttefugle
Løvhyttefugle (Ptilonorhynchidae), eller gartnerfugle, er en familie af spurvefugle, der alle lever i Australasien.

## Klassifikation
Familie Løvhyttefugle, Ptilonorhynchidae
- Hvidøret kattefugl, Ailuroedus buccoides
- Grøn kattefugl, Ailuroedus crassirostris
- Sortøret kattefugl, Ailuroedus melanotis
- Tandnæbbet kattefugl, Scenopoeetes dentirostris
- Kronet løvhyttefugl, Archboldia papuensis
- Vogelkopløvhyttefugl, Amblyornis inornata
- Toppet løvhyttefugl, Amblyornis macgregoriae
- Stribet løvhyttefugl, Amblyornis subalaris
- Gulpandet løvhyttefugl, Amblyornis flavifrons
- Gylden løvhyttefugl, Prionodura newtoniana
- Sortmasket løvhyttefugl, Sericulus aureus
- Maskeløvhyttefugl, Sericulus ardens
- Madang-løvhyttefugl, Sericulus bakeri
- Regentløvhyttefugl, Sericulus chrysocephalus
- Atlaskløvhyttefugl, Ptilonorhynchus violaceus
- Kraveløvhyttefugl, Chlamydera guttata
- Stor løvhyttefugl, Chlamydera nuchalis
- Plettet løvhyttefugl, Chlamydera maculata
- Gulbrystet løvhyttefugl, Chlamydera lauterbachi
- Brunbrystet løvhyttefugl, Chlamydera cerviniventris